# Municipio de Átil
El municipio de Átil es uno de los 72 municipios que conforman el estado mexicano de Sonora ubicado en el norte del estado, en el desierto de Sonora. 
Su cabecera municipal y localidad más poblada es el pueblo homónimo de Átil, mientras que otras importantes comunidades son Santa Fe y El Represo de los González. Fue creado el 24 de diciembre de 1934 como municipio independiente. Según el Censo de Población y Vivienda realizado en 2020 por el Instituto Nacional de Estadística y Geografía (INEGI) el municipio tiene una población total de 626 habitantes, posee una superficie de 298.13 km². 
El municipio es uno de los más pequeños del estado ocupando el puesto 67° respecto a su población y siendo el segundo menos extenso de los 72 municipios, solo por debajo del municipio de San Felipe de Jesús. Como a la mayoría de los municipios de Sonora, el nombre se le dio por su cabecera. Su renta per cápita es de USD 7,225, y su índice de desarrollo humano (IDH) es de 0.8261.

## Historia como municipio
Los primeros habitantes en esta zona fueron los pimas altos, quienes antes de su evangelización llevaban una vida nómada. En 1751 fue fundado el poblado de Átil por el misionero jesuita Jacobo Sedelmayer. El municipio de Atil perteneció durante todo el siglo XIX al Distrito de Altar (hoy Municipio de Altar). Durante la primera mitad del siglo XIX estuvo administrado por un juez de paz y fue erigido como municipalidad durante las últimas décadas del siglo XIX. En 1930 fue de nuevo suprimido como municipio e reincorporado al de Altar, pero rehabilitado el 24 de diciembre de 1934. En 1938 se fundó el primer ejido dentro del municipio por parte del presidente de México, Lázaro Cárdenas del Río.

## Geografía
El municipio está ubicado en el noroeste del estado de Sonora, y se localiza en el paralelo 30° 53' de latitud norte y a los 111° 34' de longitud oeste del meridiano de Greenwich; a una altura mínima de 450 metros sobre el nivel del mar y una máxima de 1,200. Colinda al este con el municipio de Tubutama, al sur con el de Trincheras, al suroeste con el de Oquitoa y al oeste con el de Altar.

### Límites municipales
Tiene límites administrativos con los siguientes municipios según su ubicación:
| Noroeste: Altar   | Norte: Tubutama | Nordeste: Tubutama |
| Oeste: Altar      |                 | Este: Tubutama     |
| Suroeste: Oquitoa | Sur: Trincheras | Sureste: Tubutama  |

Posee una superficie de 298.13 kilómetros cuadrados, que representa el 0.21% de la superficie total del Estado.

### Clima
El municipio de Átil cuenta con un clima muy seco y semicálido, con una temperatura media máxima mensual de 25.6 °C en los meses de junio a septiembre y con una temperatura media mínima mensual de 12.8 °C de diciembre a febrero; las lluvias se tienen en verano en los meses de julio y agosto con una precipitación anual de 332.3 milímetros, el período de frío intenso se presenta en invierno de diciembre a enero.

### Orografía
Cuenta con tres tipos de suelo: zonas accidentadas, zonas semiplanas y zonas planas.
Su territorio constituye un plano inclinado de noreste a sureste con algunas zonas accidentadas en la región este del municipio. El 85% del territorio municipal son zonas planas y semiplanas.

### Hidrografía
Se ubica en la cuenca del río Altar, en el cual penetra a su jurisdicción procedente del municipio de Tubutama y continúa al de Oquitoa. En su trayecto por el municipio tiene como tributarios a los arroyos Hondo, Guadalupe, El Mundo, Los Burros y Valenzuela. Tanto el río como los arroyos, sólo llevan agua en los meses de lluvia.

### Flora y fauna
En la mayor parte del territorio la vegetación está constituida por matorral xerófilo microfilo subinerme. En la parte norte existen pequeñas áreas de mezquital y de matorral crasicuale, tales como nopales y cardonales; se dedican algunas áreas del suelo municipal para agricultura de riego en la parte ribereña del río Altar.
Cuenta con las siguientes especies de animales:
- Anfibios: sapo y sapo toro;
- Reptiles: tortuga del desierto, camaleón, cachorón, víbora chicotera, y víbora de cascabel;
- Mamíferos: venado cola blanca, borrego, conejo, zorra gris, tlacuache, zorrillo, ratón de campo;
- Aves: tórtola, lechuza, pájaro carpintero, cuervo, cardenal, aguililla cola roja y halcón

## Demografía
De acuerdo a los resultados del Censo de Población y Vivienda realizado en 2020 por el Instituto Nacional de Estadística y Geografía (INEGI), la población total del municipio es de 626 habitantes; con una densidad poblacional de 2.09 hab/km², y ocupa el puesto 67° en el estado por orden de población. Del total de pobladores, 310 son hombres y 316 son mujeres. En 2020 había 295 viviendas, pero de estas 191 viviendas estaban habitadas, de las cuales 47 estaban bajo el cargo de una mujer. Del total de los habitantes, 1 persona mayor de 3 años (0.16% del total municipal) habla alguna lengua indígena; mientras que 1 habitante (0.16%) se considera afromexicano o afrodescendiente.
El 96.81% del municipio pertenece a la religión católica, el 1.76% es cristiano evangélico/protestante o de alguna variante, mientras que el 1.44% no profesa ninguna religión.

### Educación y salud
Según el Censo de Población y Vivienda de 2020; 3 niños de entre 6 y 11 años (0.48% del total), 1 adolescentes de entre 12 y 14 años (0.16%), 29 adolescentes de entre 15 y 17 años (4.63%) y 14 jóvenes de entre 18 y 24 años (2.24%) no asisten a ninguna institución educativa. 10 habitantes de 15 años o más (1.6%) son analfabetas, 7 habitantes de 15 años o más (1.12%) no tienen ningún grado de escolaridad, 43 personas de 15 años o más (6.87%) lograron estudiar la primaria pero no la culminaron, 18 personas de 15 años o más (2.88%) iniciaron la secundaria sin terminarla, teniendo el municipio un grado de escolaridad de 9.07.
La cantidad de población que no está afiliada a un servicio de salud es de 154 personas, es decir, el 24.6% del total municipal, de lo contrario, el 75.4% sí cuenta con un seguro médico ya sea público o privado. En el territorio, 43 personas (6.87%) tienen alguna discapacidad o límite motriz para realizar sus actividades diarias, mientras que 5 habitantes (0.8%) poseen algún problema o condición mental.

### Localidades
El municipio se divide en 7 localidades actualmente activas:
| Localidad                  | Población |
| Total Municipio            | 626       |
| Átil                       | 612       |
| El Represo de los González | 3         |
| Raúl Robles                | 3         |
| Santa Fe (Jesús Paz)       | 2         |
| Santo Niño de Atocha       | 2         |
| Rancho Dos Hermanos        | 2         |
| Las Canoas                 | 1         |
| René Reyna                 | 1         |

## Gobierno
La sede del gobierno municipal yace en el poblado de Átil donde se encuentra el palacio municipal. El ayuntamiento está integrado por un presidente municipal, un síndico, 3 regidores de mayoría relativa y 2 regidores de representación proporcional.
El municipio pertenece al I Distrito Electoral Federal de Sonora de la Cámara de Diputados del Congreso de la Unión de México con sede en San Luis Río Colorado, y al III Distrito Electoral Local del Congreso del Estado de Sonora con sede en Heroica Caborca.

### Cronología de presidentes municipales
| Período   | Presidente Municipal                | Partido(s) Político(s)               |
| --------- | ----------------------------------- | ------------------------------------ |
| 1931-1933 | Federico Jorge Celaya Celaya        | -                                    |
| 1933-1935 | Isauro Urías Mendoza                | -                                    |
| 1935-1937 | Jesús María González Urías          | -                                    |
| 1937-1939 | Rafael Urías González               | -                                    |
| 1939-1941 | Santiago Reyna Bustamante           | -                                    |
| 1941-1943 | Jesús María González Urías          | -                                    |
| 1943-1946 | Jesús Humberto Celaya Celaya        | -                                    |
| 1946-1949 | Santiago Reyna Bustamante           | -                                    |
| 1949-1952 | Jesús Humberto Celaya Celaya        | -                                    |
| 1952-1955 | Rafael Celaya Muñoz                 | -                                    |
| 1955-1958 | Salvador Reyna Celaya               | -                                    |
| 1958-1961 | Jesús María González Muñoz          | -                                    |
| 1961-1964 | Rafael Urías González               | -                                    |
| 1964-1964 | Federico Rafael Celaya Bejarano     | -                                    |
| 1967-1970 | Edmundo Urías Figueroa              | -                                    |
| 1970-1973 | Antonio Reyna Celaya                | -                                    |
| 1973-1976 | Salvador Torres Arias               | -                                    |
| 1976-1979 | Dolores Enrique Celaya González     | -                                    |
| 1979-1982 | Santos René Celaya Bejarano         | -                                    |
| 1982-1985 | Josefina Hilda Celaya Bejarano      | -                                    |
| 1985-1988 | Rafael Murrieta Celaya              | -                                    |
| 1988-1991 | Santos René Celaya Bejarano         | -                                    |
| 1991-1994 | Manuel Guillermo López Valenzuela   | Partido Revolucionario Institucional |
| 1994-1997 | Luis Alberto Urías Reyna            | Partido Revolucionario Institucional |
| 1997-2000 | Dagoberto Angonio González Martínez | Partido Revolucionario Institucional |
| 2000-2003 | Josefina Hilda Celaya Bejarano      | Partido Revolucionario Institucional |
| 2003-2006 | Oscar Rafael Celaya Urías           | Partido Acción Nacional              |
| 2006-2009 | Jesús Luis Celaya Gortari           | Partido Acción Nacional              |
| 2009-2012 | Antonio Federico Celaya Urías       | Partido Acción Nacional              |
| 2012-2015 | Carla Enett Celaya Gortari          | Partido Acción Nacional              |
| 2015-2021 | Antonio Federico Celaya Urías       | Movimiento Ciudadano                 |
| 2021-2024 | Yolanda Castañeda Quezada           | Alianza PAN, PRI y PRD               |